# Saint-Ciers-du-Taillon
Saint-Ciers-du-Taillon ist eine französische Gemeinde mit 575 Einwohnern (Stand 1. Januar 2022) im Département Charente-Maritime in der Region Nouvelle-Aquitaine (vor 2016 Poitou-Charentes); sie gehört zum Arrondissement Jonzac und zum Kanton Pons. Die Einwohner werden Taillonnais genannt.

## Geographie
Saint-Ciers-du-Taillon liegt etwa 72 Kilometer nördlich von Bordeaux. Umgeben wird Saint-Ciers-du-Taillon von den Nachbargemeinden Bois im Norden, Plassac im Nordosten und Osten, Consac im Osten und Südosten, Semoussac im Süden, Saint-Thomas-de-Conac im Südwesten, Sainte-Ramée im Südwesten und Westen, Saint-Dizant-du-Gua im Westen sowie Lorignac im Nordwesten.

## Bevölkerungsentwicklung
| Jahr                       | 1962 | 1968 | 1975 | 1982 | 1990 | 1999 | 2006 | 2019 |
| Einwohner                  | 685  | 727  | 634  | 576  | 569  | 524  | 503  | 559  |
| Quellen: Cassini und INSEE |      |      |      |      |      |      |      |      |

## Sehenswürdigkeiten
- Kirche Saint-Cyriaque, Monument historique

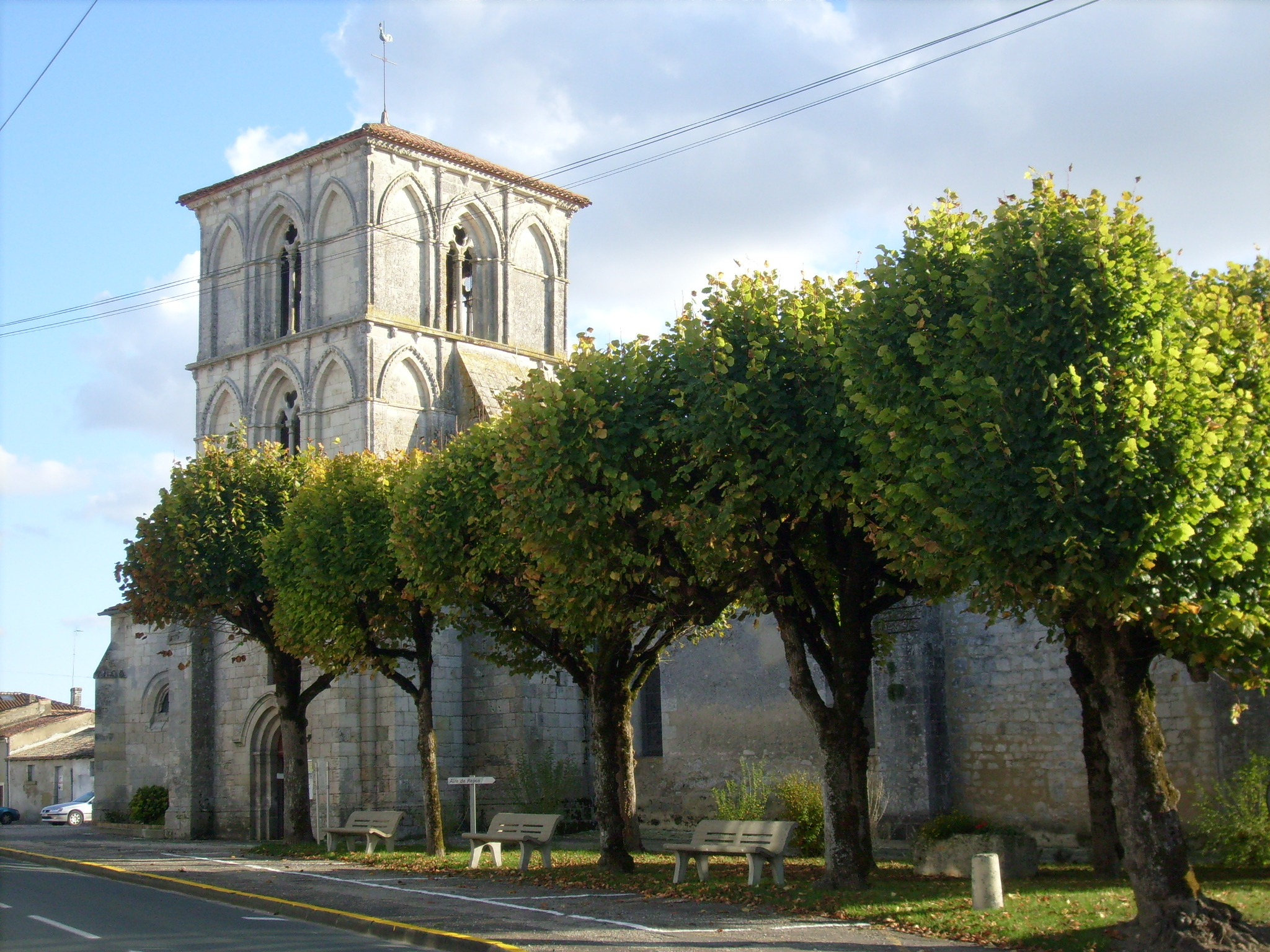
Kirche Saint-Cyriaque